# 岩倉具忠
岩倉 具忠（いわくら ともただ、1933年（昭和8年）9月10日 - 2016年（平成28年）2月13日）は、日本のイタリア語学者・イタリア文学者。専門は、イタリア語史・ダンテ研究・比較文化史。京都大学名誉教授。文学博士（京都大学、1988年（昭和63年））。岩倉家の第19代当主にあたる。

## 経歴
岩倉具視の5代目の子孫。公爵岩倉具栄の長男。母は伯爵藤堂高紹の長女。歌手の加山雄三とははとこに当たる。
東京府生まれ。1946年（昭和21年）、学習院初等科卒業。1949年（昭和24年）、学習院中等科卒業。1952年（昭和27年）、学習院高等科卒業。1953年（昭和28年）、学習院大学経済学部入学。1955年（昭和30年）、京都大学文学部に編入学。1957年（昭和32年）、京都大学文学部イタリア文学科卒業。1959年（昭和34年）、同大学院修士課程修了。同年9月、イタリア政府留学生として、フィレンツェ大学のブルーノ・ミリオリーニの下でイタリア語史を学ぶ。1961年（昭和36年）9月に帰国。1962年（昭和37年）、京都大学大学院文学研究科博士課程を単位取得退学し、外務省所管の民間法人である国際文化振興会（1972年（昭和47年）以降は特殊法人国際交流基金）に勤務。1964年（昭和39年）5月4日、河野文彦（当時三菱日本重工社長）の次女と結婚。夫婦でローマ日本文化会館に勤務。1970年（昭和45年）4月にローマより帰国。1975年（昭和50年）に国際交流基金を辞し、京都大学文学部イタリア文学科助教授、1988年（昭和63年）に教授に昇任。1992年（平成4年）から1993年（平成5年）まで駐イタリア公使・ローマ日本文化会館館長を務めた。
1997年（平成9年）に京都大学を定年退官。その後、京都外国語大学教授。2005年（平成17年）より霞会館理事。
2016年（平成28年）2月13日に死去。82歳だった。

## 著訳書

### 著書
- 『イタリア文学史』（清水純一・西本晃二・米川良夫との共著、東京大学出版会、1985年（昭和60年））
- 『ダンテ研究』（創文社、1988年（昭和63年））
- 『岩倉具視 - 『国家』と『家族』 - 米欧巡回中の「メモ帳」とその後の家族の歴史』（国際高等研究所、2006年（平成18年））
- 『はじめてのイタリア語 - 楽しく歴史も学べる』（近藤直樹、カパッソ・カロリーナとの共著、丸善、2006年（平成18年））

### 翻訳
- ブルーノ・ミリオリーニ『現代イタリア語の話』（鹿島研究所出版会、1970年）
- 『古代ローマ喜劇全集 第1巻 - プラウトゥス1』「アスィナリア」（東京大学出版会、1975年）
- ドニゼッティ『歌劇ラ・ファヴォリータ』（日本放送出版協会（オペラ対訳選書10）、1976年）
- 『古代ローマ喜劇全集 第3巻 - プラウトゥス3』「ほら吹き兵士」（東京大学出版会、1977年）、訳者は他に鈴木一郎・安富良之
- 『ダンテ俗語詩論』（訳・注解）東海大学出版会（東海大学古典叢書、1984年）
- カスティリオーネ『宮廷人』（清水純一・天野恵との共訳註、東海大学出版会（東海大学古典叢書）、1987年）
- ピーター・バーク『ヴィーコ入門』（岩倉翔子との共訳）（名古屋大学出版会、1992年）
- 『マキァヴェッリ全集4 - マンドラーゴラほか』（訳者代表、筑摩書房、1999年）
- ヴェスパシアーノ・ダ・ビスティッチ『ルネサンスを彩った人びと - ある書籍商の残した『列伝』』（岩倉翔子・天野恵との共訳、臨川書店、2000年）
- ジュゼッペ・パトータ『イタリア語の起源 - 歴史文法入門』（監修）（橋本勝雄・訳、京都大学学術出版会、2007年）